# Mazza Point
Mazza Point är en udde i Antarktis. Den ligger i Västantarktis. Argentina, Chile och Storbritannien gör anspråk på området.
Terrängen inåt land är kuperad åt sydost, men åt sydväst är den platt. Havet är nära Mazza Point åt nordväst. Trakten är obefolkad. Det finns inga samhällen i närheten.